# 愛宕塚古墳
愛宕塚古墳（日语：／ Atagodukakofun）是位於日本大阪府八尾市神立的一座圓墳，大阪府指定史跡，其出土文物則是大阪府指定有形文化財。

## 概要
古墳位於大阪府東部，八尾市北部的沖積扇上，其周邊有500座以上（現存100座以上）的後期群集墳（即高安古墳群），古墳為古墳群中規模最大的。1967年的調查中，從古墳出土了大量文物。
古墳為圓墳，直徑22.5米，高9米。主體部分的墓室形態為兩袖式橫穴式石室，為大阪府內最大的石室。石室內推测曾放置有兩副組合式石棺，但是已經被破壞。在此石室內出土了捩環頭大刀的一部分和金銅貼子持劍菱形杏葉等大量陪葬品。因此，推則古墳建於古墳時代後期（約6世紀）。
1992年，古墳域獲指定為大阪府指定史跡，出土文物則在1995年獲指定為大阪府指定有形文化財。

## 墓室

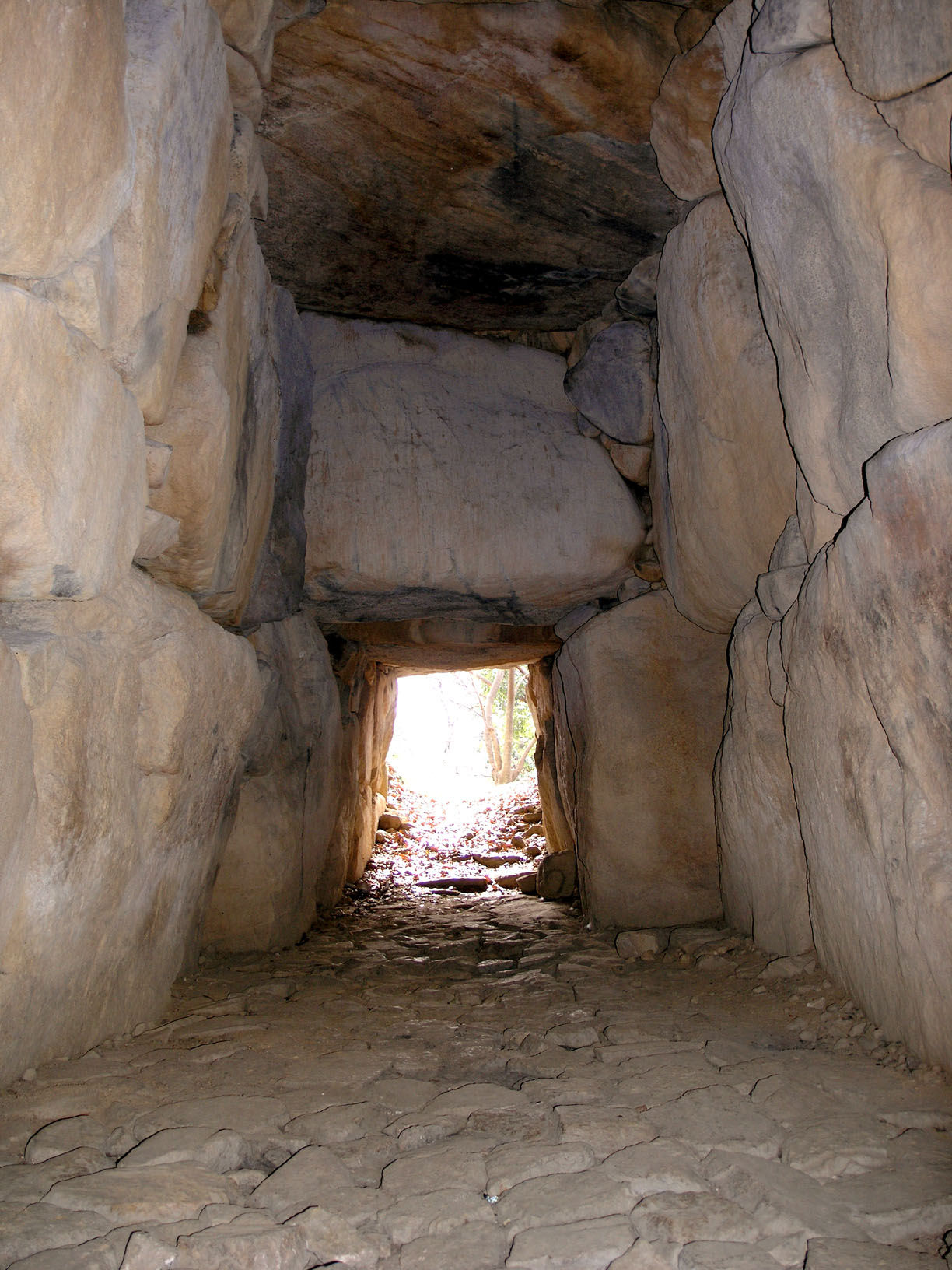
石室 玄室

主體部分的墓室形態為兩袖式橫穴式石室，朝南方露出。石室規模如下。
- 玄室（日语：玄室）
  - 長：7米
  - 寬：2.5至3.1米
  - 高：3.9至4.2米
- 羡道（日语：羨道）
  - 長：8.7米
  - 寬：1.95至2.15米
  - 高：2.2米

石室在高安古墳群中規模最大。玄室和羨道基本上是兩層。石室形態雖然是7世紀左右的風格，但是出土文物的須惠器卻是6世紀前半至末期的產物，以及在與周邊古墳的形態比較下，有時間差距的這一點被視為問題。

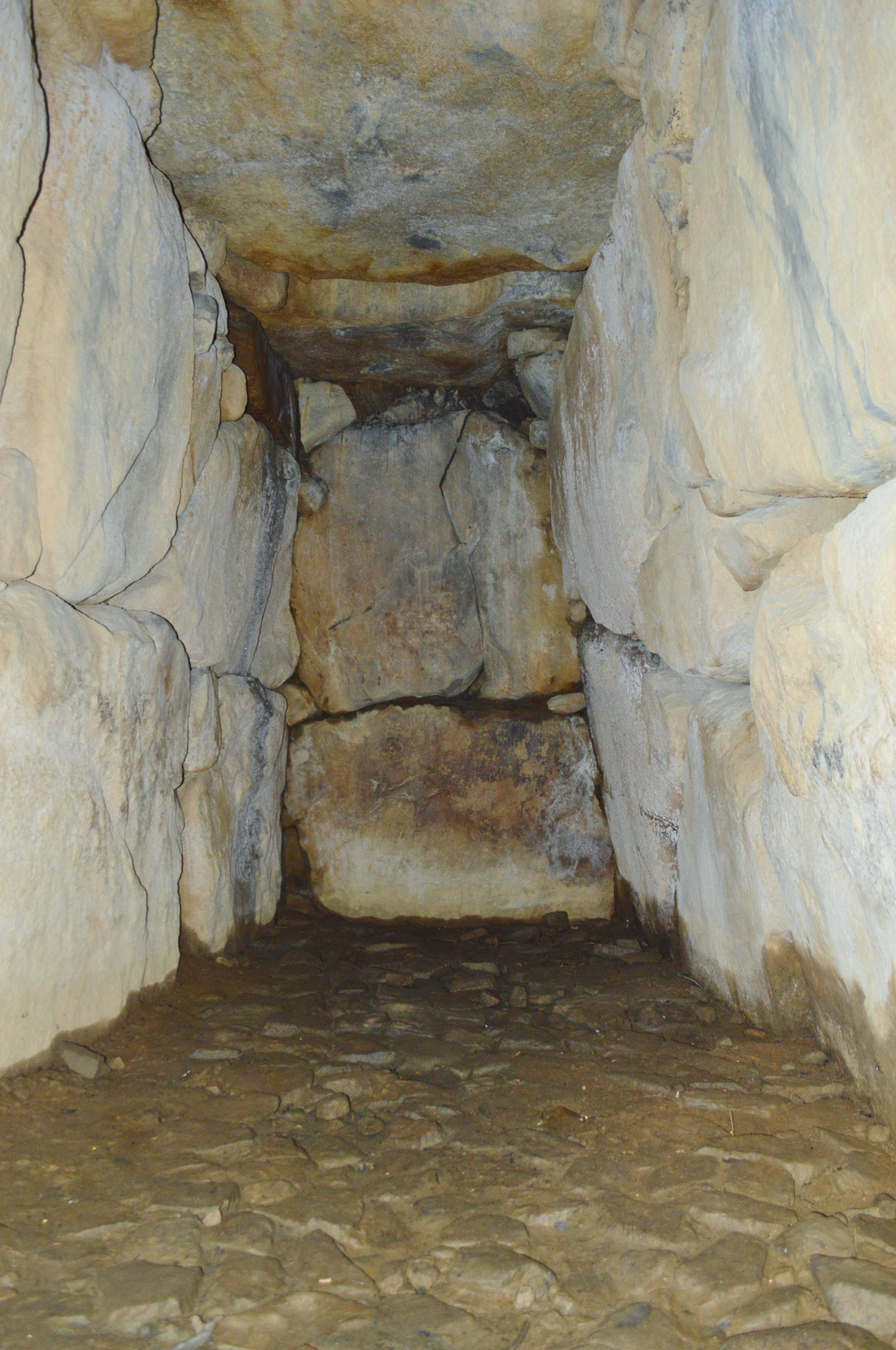
玄室（從羨道望進鯀）
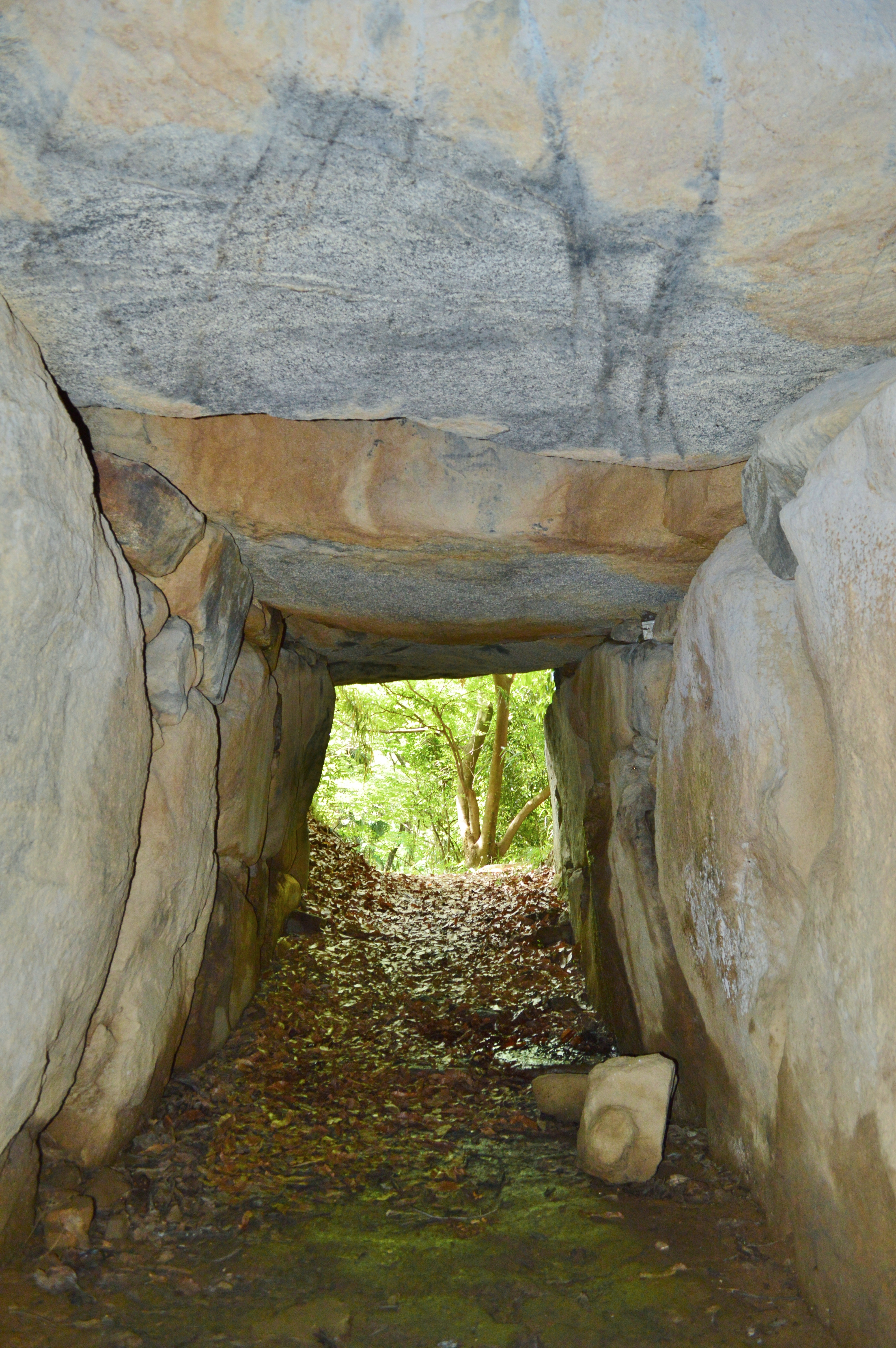
羨道（從玄室望出去）
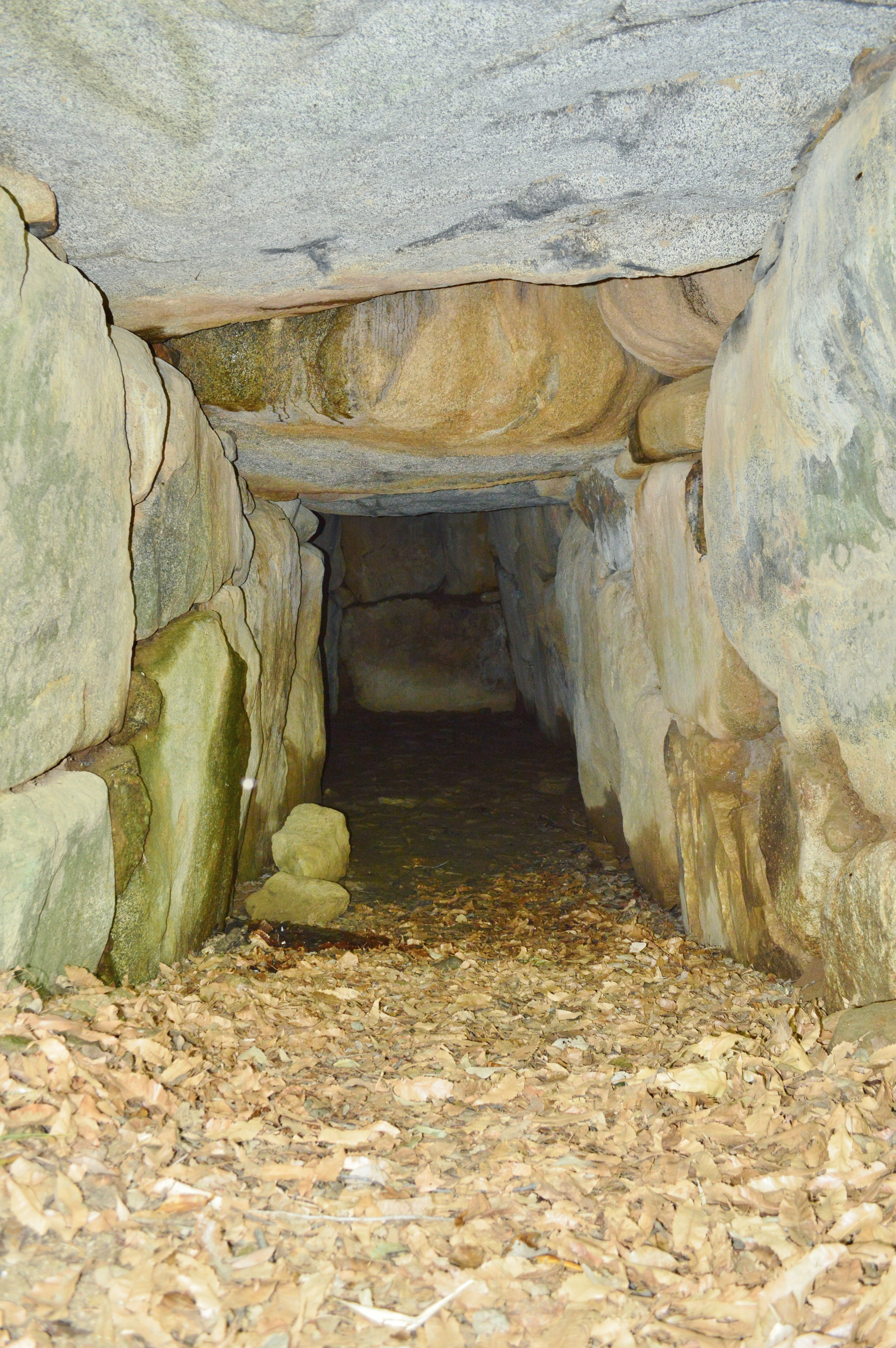
羨道（從羨門望進去）
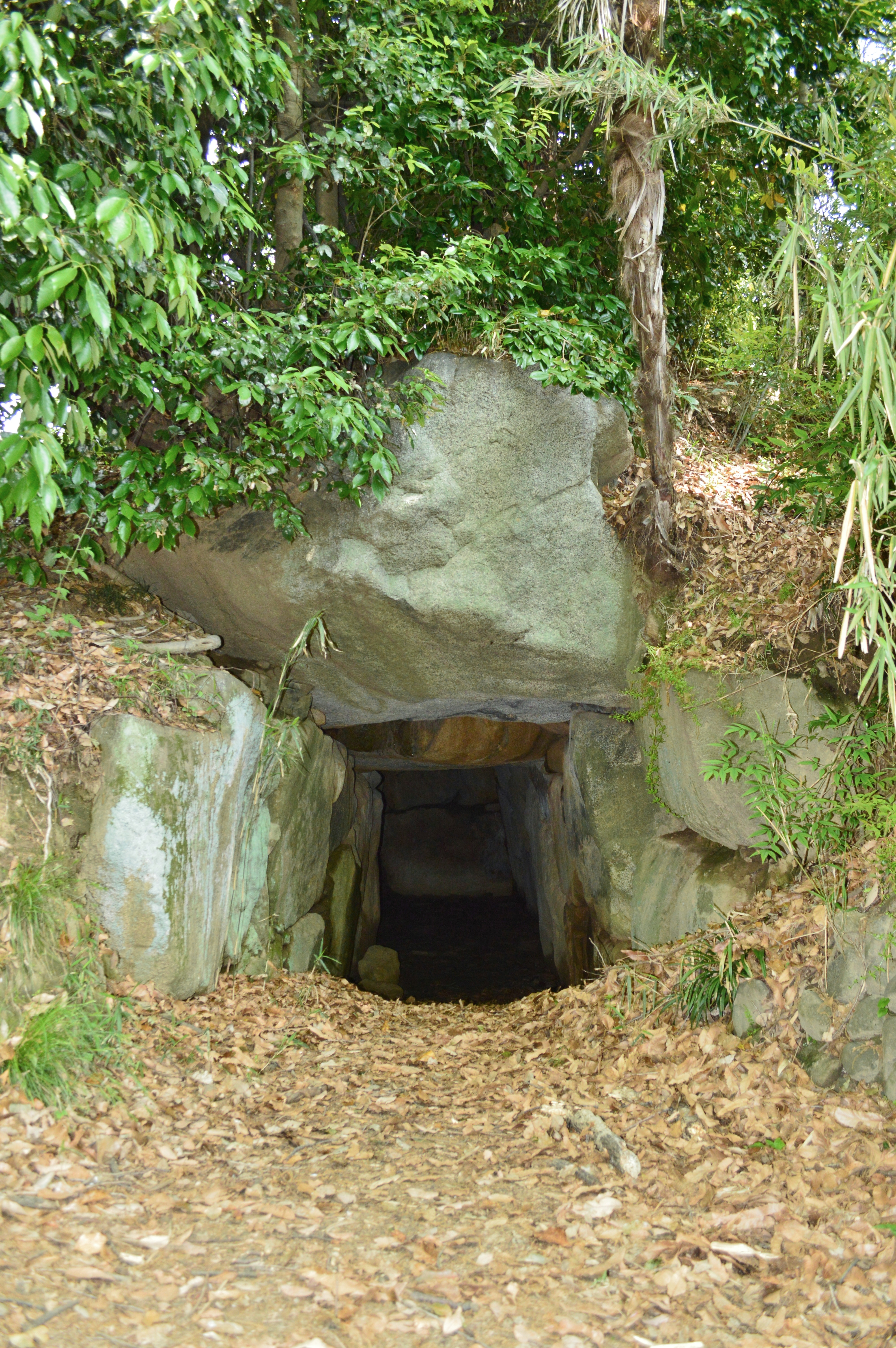
羨門

## 出土文物
古墳有以下的出土文物。
- 須惠器
  - 有蓋高杯和蓋 23件
  - 無蓋高杯 15件
  - 倒水壺 3件
  - 寬口壺和蓋 3頭件
  - 有底座長頸壺 3件
  - 器台 4件
  - 甕 1件
- 馬具、帶金具、飾金具類
  - 金銅製麥稈帽子形飾金具 5件
  - 金銅製勾玉形飾金具 8件
  - 金銅製長方形有孔飾金具 7件
  - 鐵地金銅貼垂飾大 兩件
  - 鐵地金銅貼垂飾小 兩件
  - 鐵地金銅貼鞍金具片 3件
  - 鞖金具
  - 同殘片 3件
  - 鐵地金銅貼f字形鏡板片 6件
  - 馬銜
  - 附有鐵製環狀鏡板的二連式馬銜 1件
  - 附有鐵製環狀鏡板的二連式馬銜碎片 1件
  - 手引金具
  - 同殘片 兩件
  - 鐵地金銅貼子持劍菱形杏葉大 4件
  - 鐵地金銅貼子持劍菱形杏葉小 4件
  - 同辻金具 7件以上
  - 雲珠殘欠 1件
  - 鐵地金銅貼革帶飾金具 20件以上
  - 同釣金具 13件
  - 鐵製鉸具類 4件
  - 尾錠類 6件
  - 障泥釣金具 1件
  - 鐵地菱形飾金具 兩件
  - 木心鐵板貼壺鐙殘欠 5件
  - 銅製尾錠金具 兩件
  - 金銅製長方形飾金具 兩件
- 武器類
  - 大刀碎片 1件
  - 刀子（日语：刀子）碎片 兩件
  - 龍紋銀象嵌鞘口金具
  - 捩環頭大刀飾金具
  - 水晶製三輪玉 1件
  - 矛 4件
  - 石突（日语：石突） 3件
  - 弓飾金具 兩件
  - 鐵鏃（日语：鉄鏃） 大量
- 玻璃製小珠 152件

出土品文物中的龍紋銀象嵌鞘口金具是捩環頭大刀（柄頭為螺旋形鐵棒，並且鋪上銀箔的大刀）的鞘的金具，以銀象嵌的形式刻有兩條龍和蕨手紋。龍紋銀象嵌大刀在各地域均有發現，捩環頭大刀則集中於畿內附近，因此龍紋銀象嵌鞘金具和捩環頭大刀同時存在展示了畿內與各地域之間的關連。另外，有垂飾板紋樣的馬具與朝鮮半島的金銅冠製品等的紋樣相同。土器方面出土了須惠器和土師器，其中須惠器大多為6世紀前半至末期的產物。

## 文化財

### 大阪府指定文化財
- 有形文化財
  - 愛宕塚古墳出土品（考古資料），所有者為大阪府。寄放於八尾市立歷史民俗資料館。1995年12月13日指定[10]。
- 史跡
  - 愛宕塚古墳，1992年3月31日指定[9]。

## 外部連結
- 愛宕塚古墳 （页面存档备份，存于）